# Fundación Lucentum Baloncesto
A Fundación Lucentum Baloncesto é um clube profissional de basquetebol situado na cidade de Alicante, Comunidade Valenciana, Espanha.

## Histórico de Temporadas
| Temporada | Nível | Divisão   | Pos. | Classificação    | TR    | PO  |
| --------- | ----- | --------- | ---- | ---------------- | ----- | --- |
| 2015–16   | 3     | LEB Plata | 7    | Quartas de Final | 16–10 | 0–2 |
| 2016–17   | 3     | LEB Plata | 4    | Quartas de Final | 20–10 | 2–3 |
| 2017–18   | 3     | LEB Plata | 3    | Finalista        | 21–9  | 8–5 |